# أمي ثم أمي (أوبريت)
أمي ثم أمي هو أوبريت غنائي للأم، بالعامية المصرية شارك فيه العديد من النجوم وأصدر عام 2008 من تأليف الشاعر أيمن بهجت قمر، وألحان حميد الشاعري وإخراج عثمان أبو لبن.
شارك فيها كلٌ من يارا، رامي عياش، هيثم شاكر، جنات، تامر حسني.

## روابط خارجية
- أمي ثم أمي/Omy Thoma Omy على يوتيوب